# Анхалт-Бернбург-Шаумбург-Хойм
Анхалт-Бернбург-Шаумбург-Хойм (на немски: Anhalt-Bernburg-Schaumburg-Hoym, Anhalt-Zeitz-Hoym) е немско княжество на Свещената Римска империя (до 1806 г.) от 1718 – 1812 г. Столица е град Хойм и се управлява от род Аскани.

## История
Княжеството е образувано през 1718 г. след смъртта на княз Виктор I Амадей от Анхалт-Бернбург (1634 – 1718). Неговият втори син Лебрехт (1669 – 1727) получава част от Анхалт-Цайц, но линията Анхалт-Бернбург запазва водещото си положение в държавата. Kняжеството се казва от 1718 до 1727 г. Анхалт-Цайц-Хойм. Неговият голям син Виктор I Амадей Адолф (1693 – 1772) управлява от 1714 г. в Холцапел-Шаумбург и през 1727 г. наследява от баща си Анхалт-Цайц-Хойм и обединява земите си в Анхалт-Бернбург-Шаумбург-Хойм. Той е последван от големия му син Карл Лудвиг (1723 – 1806), който е последван от синът му Виктор II Карл Фридрих (1767 – 1812), който няма мъжки наследник и е последван през 1812 г. от 71-годишния му неженен чичо Фридрих (1741 – 1812), който умира същата година. Така линията Анхалт-Бернбург-Шаумбург-Хойм изчезва по мъжка линия. Собствеността в Анхалт попада отново към главната линия Анхалт-Бернбург. Фридрих се отказва от графството Холцапел още на 27 декември 1811 г. и то заедно с Шаумбург е наследено от ерцхерцогиня Хермина (1797 – 1817), голямата дъщеря на Виктор II, и отива към Австрия.